# المرأة في الفلبين
| مؤشر عدم المساواة بين الجنسين |
| --- |
| قيمة 0.418, 2012 مرتبة المرتبة 77 معدل وفيات الأمهات 2010,99 (لكل 100,000) النساء في البرلمان 22.1% (2012) النساء فوق سن ال25 ذوات التعليم الثانوي 65.9% (2010) معدل الأيدي العاملة من النساء 49.7% (2011) |
| معدل الفجوة العالمية بين الجنسين |
| قيمة 0.7832, 2013 مرتبة المرتبة الخامسة من أصل 144 |

يفسر دور المرأة في الفلبين على أساس سياق الثقافة الفلبينية ومعاييرها وعقلياتها،
فيعتبر شعب الفلبين شعب النساء الأقوياء اللاتي يقدن بشكل مباشر أوغير مباشر الأسر والأعمال والجهات الحكومية والعزب (مصطلح يطلق على تجمع سكني محدود وسط الأراضي الزراعية أو على حوافها).
تعيش النساء الفلبينيات في ثقافة تركز على المجتمع الذي تعتبر الأسرة فيه هي الوحدة الأساسية، ومع أنهم من بعد الاستعمار يسمون أنفسهم عادة بالوسط ذات السيطرة الذكورية إلا أن تلك الصورة لا تعتبر صورة نمطية دائمة.
إلا أنها كذلك في إطار الهيكل الهرمي الفلبيني والفوارق الطبقية والمبررات الدينية في الفلبين والعيش فيها كدولة نامية على الصعيد العالمي حيث يحترم الرجل المرأة جيدًا،
ومقارنة بغيرها من دول جنوب شرق آسيا فتتمتع المرأة فيها بمقدار كبير من المساواة. 

## ما قبل الاحتكاك الأوروبي
حظي نسب الأم على أهمية متساوية مع نسب الأب قبل الاستعمار على بعض المجتمعات الفلبينية، ومنح نظام القرابة الثنائي هذا المرأة الفلبينية قوة هائلة داخل عشيرتها، حيث كانت لها حقوق في الملكية والانخراط في التجارة بالإضافة إلى قدرتها على ممارسة حقها في الطلاق من زوجها، كما كان يمكن لها أيضا أن تصبح رئيسة لقريةٍ ما في حالة عدم وجود وريث ذكر. وقبل وصول الإسبان إلى الفلبين، كان يمكن للمرأة الفلبينية أيضا أن تصبح طبيبة أو كاهنة ومنجمة على مستوى رفيع.

## الفلبينيون الإسبان
امرأة مستيزو فلبينية (المستيزو هم الأشخاص ذوي الأصول الأوروبية في الفلبين) في عام 1875.

على الرغم من أن القيم المسيحية كانت من المفترض أن تكون منتشرة بين سكان الفلبين، إلا أنها ليست كذلك حيث أدرك مؤخرًا المبشرين والقساوسة أن عليهم أن يحاولوا غرز عقائدهم في العادات والتقاليد المحلية للسكان ليتكيفوا معها بدلا من فرضها عليهم. وكغيرها من دول آسيا، كان من المتوقع من نساء الفلبين أن يكن أمهات يرعون أطفالهن ويقمن بمعظم الأعمال المنزلية، وتفضل معظم الأسر إنجاب الأطفال الذكور بدلًا من الإناث وقد عرفت هذه العادة في جميع انحاء آسيا.

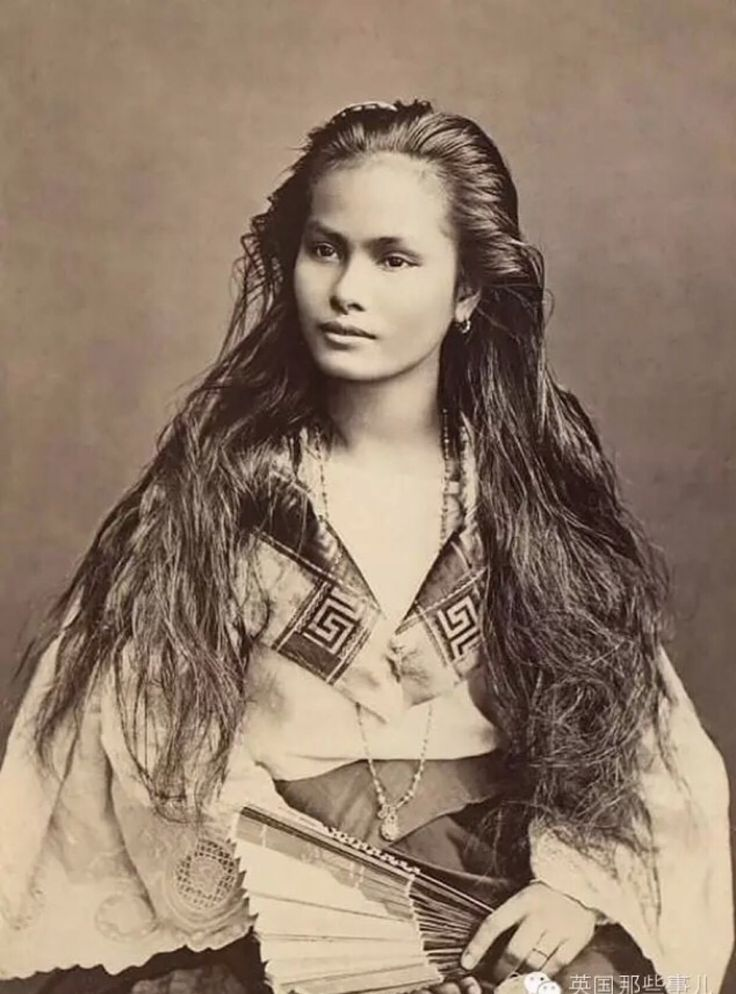
امرأة مستيزو فلبينية (المستيزو هم الأشخاص ذوي الأصول الأوروبية في الفلبين) في عام 1875.

قامت ملكة إسبانيا إيزابيلا الثانية بإصدار مرسوم التعليم في عام 1863 خلال المرحلة الأخيرة من الاستعمار الإسباني على الفلبين (10 سنوات قبل أن يكون في اليابان التعليم العام الحديث الإلزامي و40 سنة قبل أن تبدأ حكومة الولايات المتحدة بتطبيق نظام المدارس العامة الحديثة الحرة في الفلبين) الذي ينص على إنشاء وبناء اثنتين على الأقل من المدارس الابتدائية المجانية في جميع المدن الفلبينية أحدها للبنين وأخرى للبنات وأن تكون تحت مسؤولية الحكومة البلدية.  

## الفلبينيون الأمريكان
تنازلت إسبانيا عن الفلبين للولايات المتحدة الأمريكية بعد خسارتها أمامها في الحرب الإسبانية الأمريكية في عام 1898، وقامت بعد ذلك الولايات المتحدة بتقديم نظام تعليم عام جديد يتيح الفرصة لجميع الأطفال بالدراسة بغض النظر عن الجنس.
ومع أن النساء الفلبينيات أصبحن أكثر كفاءة من خلال دراستهن في النظام المدرسي الأمريكي، إلا أن معظمهم مع نظرائهن من الرجال اختاروا الاستفادة من جذور التعليم السابقة والتعبير عن أنفسهم باللغة الإسبانية أو التغالوغ.
ووفقًا للجنة منورة في حديثها عن التعليم في الفلبين:
«أكثر من 99٪ من الفلبينيين لا يتحدثون اللغة الإنجليزية في منازلهم بعد مغادرتهم المدرسة، ومن المحتمل أن من 10% إلى 15% فقط من الجيل القادم سيكون قادرًا على استخدام هذه اللغة في حياتهم المهنية، إلا أن الحقيقة أنه لن يستفاد منها إلا موظفين الحكومة والمهنيين.» [10].”

## الأدوار المعاصرة
في واقعنا المعاصر، تلعب المرأة الفلبينية دور أساسي في العائلة بحيث أنها هي التي تهتم بالشؤون المالية بالإضافة إلى أنها مرشدة دينية وتتخذ جميع القرارات المهمة للعائلة.
المناطق الحضرية
كانت الشركات والمؤسسات في الماضي تعين النساء الفلبينيات في وظائف السكرتارية لقلة أجورهن، أما في الوقت الحاضر فتعطى النساء الفلبينيات نفس الفرص المتاحة للرجال في سوق العمل
ويرجع ذلك إلى التغيرات السياسية والاقتصادية على الصعيدين العالمي والوطني في المجتمع الحضري المعاصر التي أدت إلى نمو الصناعات القائمة على التصدير وقطاع الخدمات والذي بدوره خلق المزيد من فرص العمل للمرأة الفلبينية. [11]
وتدير المرأة الفلبينية ما يقارب ثلث الشركات في الفلبين، كما أن العديد من سيدات الأعمال الفلبينيات في المناطق الحضرية تقوم بالاستثمار بمختلف القطاعات كقطاع الضيافة والتسويق والنشر والعقارات والنقل والاستشارات المالية والتجارة والخدمات والإلكترونيات والأجهزة المنزلية وأكثر من ذلك بكثير. [12]
وضع العشائر في المناطق الريفية والقبلية
إيميلدا ماركوس.2006
بعدما فرت إيميلدا برفقة زوجها فرديناند ماركوس من الفلبين في عام 1986 أعقاب احتجاجات واسعة لمكافحة الفساد، وجدوا أن ايميليا قد خلفت وراءها ما يقارب 15 معطف من المنك و508 عباءة و1000 حقيبة بالإضافة إلى 1060 و7500 زوجًا من الأحذية الملقاة في كل مكان.
وتعتبر المرأة الفلبينية في المناطق الريفية ربة منزل غير عاملة بحيث يقترب منها الأطفال من أجل المساعدة أو المال، كما أنها تعتبر كأمينة لصندوق مال العائلة وتدعم احتياجات الأطفال التعليمية، ومع أن الزوجة في الفلبين تعتبر هي الشخص المراد التقرب منه للمساعدة دائمًا حتى للأشخاص الذين ليسوا من أفراد الأسرة، إلا أن القرارات الأخيرة في العائلة لا ترجع لها ولا تمتلك حق التصرف بالمال.
ووصف جان فلافير، وهو طبيب له نفوذ في تنمية المجتمع وعضو سابق في مجلس الشيوخ الفلبيني، في كتابه «طبيب في طريقه إلى القرية» أن للمرأة الريفية في الفلبين وبالأخص ربات البيوت سلطة كبيرة، سواءً اعترف الرجل بذلك أم لا خصوصا إذا كانت مقتنعة بالفوائد التي سيتم الحصول عليها من أنشطة معينة كمفهوم تنظيم الأسر في القرى، ويشار لربات المنازل عادتًا في الفلبين ب (Ilaw ng Tahanan) بمعنى  الضوء في المنزل.
وأضاف فلافيور أن الزوجة في القرى الفلبينية هي المسؤولة عن إدارة المنزل وتطويره وزمام الأمور فيه. ."

## الزواج والعلاقات
يعتبر نظام العلاقات والتودد بين الجنسين نظام محافظ بطبيعته، فعلى الرجل أن يتودد للمرأة ويثبت لها حبه ليحصل على قلبها في بعض الأحيان قد تستمر مرحلة التودد لسنوات إلا أن فكرة استمرارها تعتبر تقليدية.
ولا تعتبر هذه الفكرة المتحفظة عن التودد والتقرب في الدول الكبيرة والمتحضرة مهمة بحيث يفضل الوالدين أن تتم هذه المرحلة أمامهم في المنزل ليحظوا بفرصة التعرف على الرجل. ويستغل الرجل هذه المرحلة لإعطاء انطباع جيد عن نفسه أمام المرأة المعجب بها وأهلها.عمومًا تختار العائلة الرجل النبيل والمحترم للمرأة وأسرتها والخاضع لكل ما تريد (وهو مدى استعداده وقدرته على إثبات حبه لها)، وعادةً ما يقوم العديد من الرجال بالتودد للمرأة وخطبتها ويقع على عاتقها اختيار الأفضل بينهم. ولا تزال الخطوبة والعلاقات في المناطق الريفية والحضرية في الفلبين تسير على نفس الطريقة رغم التأثير الغربي الحديث عليها.
يعرف عن الطلاق في الثقافة الفلبينية على أنه أمر سلبي ومدمر للمجتمع وذلك بسبب التقاليد التي تشدد على أن الأسرة هي الوحدة الأساسية في المجتمع خصوصًا بالنسبة للزوجة الفلبينية، ولا ينظر إلى الطلاق كحل لأي مشكلة تقع بين الزوجين لأنه يعيق التطوير والتقدم لوحدة المجتمع الأساسية ولذلك فإن الزوجين ملزمين بحل مشاكلهما داخل حدود الزواج
وتجدر الإشارة إلى أن المرأة في فترة ما قبل الاستعمار على الفلبين كانت تتمتع بالمساواة مع الرجال [مشكوك فيها – مناقشة] بحيث كان يحق لكلٍ من الرجل والمرأة الحصول على الطلاق في حالة وجود أحد هذه الأسباب في الطرف الآخر: عدم القدرة على الوفاء بالالتزامات العائلية وعدم الإنجاب والكفر. وقد كان الأطفال، بغض النظر عن الجنس، بالإضافة إلى الممتلكات تقسم بالتساوي بين الطرفين عند الطلاق. وعلى المرأة أن تعيد المهر الذي قدمه الرجل لأسرتها إن كانت هي المخطئة، أما إذا كان الرجل هو المخطئ فيفقد حقه باسترجاع المهر.
ويقدر المجتمع الفلبيني الذرية بغض النظر عن نوعية الجنس فقد كان أهمية وقيمة الأطفال الإناث مساوية للذكور وذلك لأن المجتمع قد أدرك أن المرأة لا تقل أهمية عن الرجل. ويوفر الآباء فرصًا متساوية لأبنائهم بحيث أن الابنة الفلبينية تستطيع الذهاب إلى المدرسة وترث ممتلكات وتصبح رئيسة قرية ما مثلها مثل الابن الفلبيني تمامًا.
في عام 1994 استولت قضية جون وورينا بوبيت التي قطعت قضيب زوجها أثناء نومه على اهتمام وسائل الإعلام في الفلبين، وقد ذكرت الوسائل حينها أن حادثًا مماثلًا وقع في سيبو في نوفمبر الماضي، وتم الإبلاغ عن حالة بوبيت في وقت احتجاجات الجماعات النسوية في الفلبين ضد الدعارة ونظام طلب العرائس عن طريق البريد الإلكتروني والاغتصاب الزوجي، وفي عام 2008 تم الإبلاغ عن حالة مماثلة في مدينة باسيج.
.

## المرأة الفلبينية والعمل
كانت المرأة الريفية والقبلية في الماضي تقوم بجميع الأعمال المنزلية الروتينية، بحيث يقوم الزوج فقط بالأعمال الثقيلة التي تتطلب المزيد من القوة، أما في الوقت الحالي فيوزع العمل الروتيني بالتساوي بين الزوج والزوجة بحيث يقوم الزوج بنفس القدر من العمل الذي تقوم به الزوجة، ويشمل نطاق عملهم الطبخ والتنظيف وتدريس الأطفال وغسل الملابس والتصليح ووضع ميزانية والمساعدة في الأعمال الزراعية في المزرعة. ويقوم الزوج بالتأكد من جودة المحاصيل التي تنتجها المزرعة بالإضافة إلى قيامه بجميع أعمال الصيانة، وفي بعض الحالات عندما يحتاج الزوج للمساعدة من الرجال الآخرين، تقوم الزوجة بطبخ الطعام وجلبه إلى المزرعة والتأكد بأن جميع الرجال قد تناولوا منه. وتتأكد المرأة الفلبينية من أن الجميع قد تناول الطعام جيدًا كالعمال والأقارب والزوار،
كما تجد المرأة الفخر في عملهم. ولا تشعر المرأة الفلبينية بالنفور من هذه الأعمال الروتينية لأنها تقوم بها مع عائلتها ولأجلها ولها. فعقليتهم المتوجهة نحو الأسرة تعطيهم حس المسؤولية والكرامة. للأسرة والأطفال الأولية الأساسية في حياة بعض النساء الفلبينيات، ويكمن دور الزوجة الفلبينية المعاصر بالإضافة إلى قيامها بالأعمال المنزلية بتوفير الدعم المالي للمنزل من خلال البحث عن فرص العمل ذات العائد العالي والتي بدورها توسع عمل المرأة الفلبينية خارج المنزل.
في أوائل عام 1900 كانت القوى العاملة النسائية في الفلبين تعتبر موضوع يناقش بكثرة في مؤتمرات العمال، وفي عام 1910 تمت الموافقة على قرار يقضي بوضع قانون لتنظيم عمل النساء والأطفال وذلك بسبب ظروف العمل السيئة لهم («غرف مظلمة وسوء تهوية والمصانع المليئة بالدخان»)، ثم صدر في مارس 1923 «قانون لتنظيم العمالة من النساء والأطفال في الزراعة والمؤسسات غير الزراعية وغيرها من أماكن العمل» وذلك للإشراف على رفاهية النساء والأطفال، وبعد ذلك في عام 1960 أنشئ مكتب شؤون المرأة والقاصر تحت إشراف وزارة العمل لتعزيز وتطوير وحماية رفاهية المرأة والقاصر في بيئة العمل، ومنذ ذلك الحين، قدمت الكثير من الأنشطة للحفاظ على رفاهية العاملات وكان ذلك واضحًا في دستور عام 1935 وعام 1973.

## المرأة الفلبينية والسياسة الفلبينية
الموضوع الرئيسي المرأة والحكومة في الفلبين

تتمتع المرأة الفلبينية في الفلبين مقارنة بالدول الأخرى بحقوق متساوية مع الرجل، فقد استطاعت أن تصبح رئيسة وعضوة في مجلس الشيوخ وعضوة في البرلمان ورئيسة للبلديات، كما أنها عملت في المكاتب الحكومية واستطاعت تولي مناصب وزارية للرئاسة. وقد أثبتت المرأة الفلبينية قدرتها على تحمل المسؤوليات والمهام كنظيرها الرجل تمامًا. وكان هناك 48 امرأة منتخبة لمجلس النواب في المؤتمر ال15 (في الانتخابات الوطنية عام 2010) بحيث استحوذت المرأة على 21.6% من مجموع أعضاء مجلس النواب الذي كان 222. وفي انتخابات مجلس الشيوخ عام 2010 ترشحت 14 امرأة من أصل 61 مرشحًا (23.0%) بحيث حصلت امرأتين على الفوز ضمن أول 12 عضو فائز من أعضاء مجلس الشيوخ (16.7%).
ويعتبر عدد النساء المنخرطات في السياسة قليل مقارنة بنظرائهن من الرجال، وذلك لأن هذا الانخراط يعد من «القذارة.»
كشفت دراسة حديثة أن هناك عودة ظهور لتمكين المرأة الفلبينية في السياسة تمامًا كما كانت قبل الغزو الإسباني. وتحاول المرأة الفلبينية من اكتشاف مواطن القوة لديها. وقد نجحت المرأة الفلبينية في تنفيذ السياسات كونها استطاعت أن تصبح من عضوة من أعضاء الموظفين التنفيذيين ومستشارة للسياسيين وداعية داخل المنظمات غير الحكومية.
وبدأت المرأة الفلبينية في العصر الحديث ببذل خطوات واسعة في الانتخابات السياسية وذلك بعمل برامج نسوية. ويعتبر أداء المرأة الفلبينية في السياسة كالقادة إلا أنها غالبًا تكسب مقعدًا في الوسط السياسي إذا كان لديها زوج أو أب لديه ارتباطًا بالسياسة. ويمنع «نظام الأسرة» بعض النساء الفلبينيات من الانضمام للعملية الانتخابية. ومن العوامل الأخرى التي يمكن ان تمنع النساء المؤهلات في الفلبين من الانخراط التام بالسياسة هي المصروف السياسي وأهمية الحفاظ على اسم العائلة.
وتم تشجيع مشاركة المرأة الفلبينية في الساحة السياسية في الفلبين من خلال تصريحات في المؤتمر العالمي الرابع للأمم المتحدة المرأة في بكين عام 1995، وفي شهر فبراير لعام 2005، كشفت الأمم المتحدة بعد مراجعتها لتقدم المرأة الفلبينية في السياسة ودورها فيها أنه على الرغم من زيادة كفاءة السياسيات الفلبينيات إلا أنه لم يكن هناك زيادة ملحوظة في عدد النساء الفلبينيات المشاركات في الأنشطة الحكومية، كما انتخبت المرأة الفلبينية لمنصب الرئيس التنفيذي المحلي وعملت عمل رؤساء البلديات والمحافظين ورؤساء القرى. ومن أحد العوامل التي أثرت في ازدياد عدد النساء الفلبينيات السياسيات هو حصول كورازون أكنو وجلوريا أرودو على منصب الرئاسة.

## المرأة الفلبينية والفن
الموضوع الرئيسي المرأة الفلبينية في الفن الفلبيني.
أظهر الفنان الوطني الفلبيني فرناندو أمورسولو في لوحاته عن المرأة الفلبينية رفضه للمفهوم الغربي عن الجمال وتفضيله لجمال المرأة الفلبينية، ووصف لوحته التي رسمها «لها وجه مستدير وليس الوجه البيضاوي الذي غالبًا ما يعرض لنا في الصحف والمجلات، ويجب أن تكون العينين مليئة بالحياة وليست ناعسة كالأعين المنغولية، كما يجب أن يكون الأنف النموذجي حاد ومحدد بوضوح... إذا الجمال الفلبيني المثالي ليس بالضرورة أن يكون البياض الناصع أو البني الداكن النموذجي للملايو بل هو الجلد النقي واللون الحيوي الذي غالبًا ما نلاحظه عند التقائنا بفتاة محمرة الخدين.»